# Roots (Fernsehserie)
Roots (‚Wurzeln‘) ist eine Mini-Fernsehserie nach dem Roman Wurzeln (Roots: The Saga of an American Family) von Alex Haley. Die Erstausstrahlung in den USA begann am 23. Januar 1977.

## Handlung
Das Filmepos erzählt, beginnend um die Mitte des 18. Jahrhunderts, die Geschichte von insgesamt sieben Generationen einer afroamerikanischen Familie.
Sklavenhändler verschleppen 1767 den 17-jährigen Mandinka-Jungen (im Film Mandingo genannt) Kunta Kinte aus dem westafrikanischen Dorf Juffure in Gambia, um ihn später auf einem Sklavenmarkt in Nordamerika als „Nigger“ zu verkaufen. Während der Überfahrt auf der Brigg Lord Ligonier fordert eine Revolte der Schwarzen auf beiden Seiten Opfer. So werden auch der Erste Offizier des Sklavenschiffes und der ebenfalls gefangene „Ringer“ getötet, der während eines vorangegangenen Initiationsrituals im Busch Kuntas Ausbilder war.
Kunta gelangt auf die Plantage des Pflanzers John Reynold in Virginia, wo er der Freund des altgedienten Sklaven und Geigers Fiddler wird und in Toby umbenannt wird. Für einen ersten misslungenen Fluchtversuch wird er ausgepeitscht. Nach mehreren Jahren auf der Plantage versucht Kinte erneut zu fliehen. Die auf ihn angesetzten Sklavenjäger machen ihn ausfindig und ahnden seinen Fluchtversuch, indem sie ihm einen halben Fuß mit einer Axt abschlagen, um zukünftigen Fluchtversuchen vorzubeugen. Während seiner wochenlangen Rekonvaleszenz wird er, zusammen mit Fiddler, wegen wirtschaftlicher Schwierigkeiten seines Herrn an dessen Bruder William abgetreten und in dessen Anwesen von der langgedienten Sklavin Bell gepflegt. Nach seiner Genesung heiratet Kinte Bell, ohne seine afrikanische Identität aufzugeben, zum Leidwesen seiner Frau, die sich als in der Sklaverei Geborene mit ihrem Schicksal abgefunden hat. Sie bekommen eine Tochter, die sie Kizzy nennen.
Wieder mehrere Jahre später wird Kizzy, nachdem sie dem befreundeten Sklaven Noah zur letztlich missglückten Flucht verholfen hat, an den heruntergekommenen Kampfhahnzüchter Tom Moore verkauft. Der vergewaltigt sie unmittelbar nach ihrer Ankunft auf seiner Farm, woraus ein Junge hervorgeht. Erwachsen geworden hilft George, so sein Name, seinem Herrn bei dessen Hahnenkämpfen aus und wird schließlich angesehener Trainer. Unterdessen erfährt seine Mutter auf einem Abstecher zu ihrer alten Farm vom Tod ihres Vaters, dessen Grabsteininschrift sie von „Toby“ in „Kunta Kinte“ ändert. Als ein beeindruckter gegnerischer Züchter „Chicken George“ kaufen und bald freilassen will, Tom Moore auf diesen Vorschlag jedoch nicht eingehen will, beschließt George dessen Tod, verschont ihn aber, als er von seiner Mutter Kizzy erfährt, dass „Massa“ Moore sein Vater ist. Nach einem verlorenen Kampf wird George als Spielschuld an den Sieger Russell, einen britischen Aristokraten, abgetreten und verlässt Heimat, Frau und seine inzwischen geborenen Söhne Tom und Lewis in Richtung Europa.
Wiederum nach mehreren Jahren kehrt er, nunmehr freigekauft, zurück und trifft auf einer Plantage seine Frau Mathilda und seine Söhne, seine Mutter Kizzy aber lebt nicht mehr. George erfährt, dass er nur frei bleiben kann, wenn er seine Leute verlässt, und macht sich auf Anraten von Mathilda erneut auf den Weg. Der unterdessen ausgebrochene Sezessionskrieg endet für die Konföderierten mit der Kapitulation und für die Schwarzen mit der vermeintlichen Freiheit. Doch Schikanen und militante Widerstände seitens der weißen Bevölkerung, aber auch wirtschaftliche Zwänge lassen die ehemaligen Sklaven weiterhin in Abhängigkeit leben, bis sie mit Hilfe eines weißen Überläufers einen Sieg gegen die Weißen erringen und auswandern können.

## Auszeichnungen
Die Serie erhielt neun Emmys, einen Golden Globe und einen Peabody Award.

## Fortsetzungen und Neuauflage
- 1979 wurde eine zweite Staffel mit 14 Folgen produziert, die in Deutschland ab Oktober 1981 unter dem Titel Roots – Die nächsten Generationen (OT: Roots: The Next Generations) ausgestrahlt wurde.
- Der Fernsehfilm Roots – Das Geschenk der Freiheit (OT: Roots – The Gift) von 1988 ergänzt die Geschichte um Kunta Kinte um eine Episode, in der er an Weihnachten 1775 zum Fluchthelfer für eine Gruppe Sklaven wird.
- 2016 wurde eine vierteilige Neuverfilmung als Miniserie produziert. Malachi Kirby verkörperte die Hauptrolle des Kunta Kinte.

## Kritik
„Die Serie folgt dem Schicksal seiner Familie von den Tagen der Unterdrückung und Erniedrigung bis zum Augenblick der Befreiung. Das Familienschicksal vermischt sich publikumswirksam, aber gelegentlich auch recht spekulativ mit politischen Ereignissen und den Wirren des Bürgerkrieges.“

## Synchronsprecher
Die Synchronsprecher für die deutsche Fassung:
| - Kunta Kinte: Michael Ande - Kunta Kinte (alt): Klaus Sonnenschein - Ringer: Michael Chevalier - Kintango: Herbert Weicker - Kapitän Thomas Davies: Alf Marholm - Schiffsoffizier Slater: Hartmut Reck - Fiddler: Horst Sachtleben - John Reynolds: Friedrich Schütter - William Reynolds: Christian Rode - Ames: Wolfgang Hess - Belle: Karin Kernke - Kizzy: Rose-Marie Kirstein - Trommler: Horst Niendorf - Tom Moore: Horst Frank - Chicken George: Tommi Piper - Chicken George (alt): Thomas Braut - Evan Brent: Heinz Petruo | - Jimmy Brent: Manfred Lehmann - Irene Harvey: Helga Trümper - Lewis Harvey: Peter Thom - John Carrington: Reinhard Glemnitz - Drake: Michael Rüth - Mrs. Reynolds: Viktoria Brams - Ordell: Fred Klaus - Sam Bennett: Horst Stark - Sam Harvey: Holger Hagen - Senator Johnson: Fritz Tillmann - Sheriff Briggs: Kurt E. Ludwig - Sir Eric Russell: Christian Wolff - Sitafa: Niko Macoulis - Stephen Bennett: Claus Wilcke - Virgil Harvey: Michael Brennicke - Tom Harvey: Tommi Piper |